# Бартлетт, Этель Агнес
Э́тель А́гнес Ба́ртлетт (англ. Ethel Agnes Bartlett; 6 июня 1896, Лондон — 17 апреля 1978, Лос-Анджелес) — британская пианистка.
В 1920-е годы осуществила ряд ранних (граммофонных) записей, в числе которых Соната для виолончели и клавира Иоганна Себастьяна Баха с Джоном Барбиролли, Два танца Дебюсси (также с Барбиролли, но уже в роли дирижёра), квинтет Антонина Дворжака (с квартетом Спенсера Дайка) и др. Наиболее известна, однако, выступлениями и записями в дуэте со своим мужем, пианистом Рэем Робертсоном, начиная с 1928 года; ими, в частности, была впервые исполнена посвящённая им Шотландская баллада Бенджамина Бриттена (28 ноября 1941 года, с Симфоническим оркестром Цинциннати под управлением Юджина Гуссенса), записаны несколько произведений Арнольда Бакса, сделан целый ряд аранжировок для двух фортепиано (например, известной пьесы Энрике Гранадоса «Маха и соловей», Ноктюрна Эдварда Грига); в 1930-е годы Бартлетт и Робинсон редактировали серию изданий музыкальной литературы для двух фортепиано в издательстве Оксфордского университета. О высокой популярности Бартлетт и Робинсона пишет, например, в 1941 году Генри Джозеф Вуд.

### Семья
Племянник — Жерваз Алан Де Пейер (1926-2017), кларнетист.